# Henry Green
Henry Green (fl. XX secolo) è stato un giocatore di poker statunitense.
Nel 1986 è stato inserito nel Poker Hall of Fame.

## Biografia
Nato in Alabama, era uno dei giocatori maggiormente esperti in tutte le specialità e varianti del poker.